# Ceyda Ateş
Ceyda Ateş  (Estambul, 14 de octubre de 1988) es una actriz turca de cine y televisión, reconocida principalmente por su participación en series de televisión turcas como O Hayat Benim y El secreto de Feriha, entre otras.

## Biografía
Ceyda Ateş nació el 14 de octubre de 1988 en Estambul, Turquía. Empezó a actuar desde que tenía cinco años de edad. Ganó un concurso de belleza infantil organizado por Neşe Erberk. A los diez años actuó en los proyectos "Gurbet Kadını", "Aşk Oyunu" y "Hayat Bilgisi". Tomó lecciones de actuación en el Centro Cultural de Barış Manço. En 2007 tuvo una importante actuación como Esra en la película Cool School. Presentó el programa de televisión Dizi Magazin en el canal de televisión turco Cine5. Interpretó el papel de Pelin en la serie 'Doludizgin Yıllar'. En 2010 encarnó a Leyla en la popular serie Kavak Yelleri de Kanal D. Acto seguido interpretó el papel de Hande en Adını Feriha Koydum.

## Filmografía
| Cine       | Cine                | Cine           | Cine            |
| Año        | Título original     | Papel          | Notas           |
| ---------- | ------------------- | -------------- | --------------- |
| 2006       | Gülcü Baba          |                | Konuk Oyuncu    |
| 2007       | Çılgın Dersane      | Esra           | Yardımcı Oyuncu |
| 2013       | Rüya Gibi Geçti     | Lale           | Başrol Oyuncusu |
| 2014       | Gulyabani           | Duygu          | Başrol Oyuncusu |
| 2014       | Çırağan Baskını     | Meryem         | Başrol Oyuncusu |
| Televisión |                     |                |                 |
| Año        | Título original     | Papel          | Notas           |
| 1995       | Çiçek Taksi         | Aslı           | Konuk Oyuncu    |
| 1998       | Erguvan Yılları     |                | Konuk Oyuncu    |
| 1999       | Hayat Bağları       | Sude           | Konuk Oyuncu    |
| 2000       | Küçük İbo           | Elmas          | Konuk Oyuncu    |
| 2000       | Üvey Baba           |                | Konuk Oyuncu    |
| 2001       | Tatlı Hayat         | Elena Gül      | Konuk Oyuncu    |
| 2001       | Dünya Varmış        | Yeliz          | Konuk Oyuncu    |
| 2002       | Yarım Elma          | Beren          | Konuk Oyuncu    |
| 2002       | Bulutbey            |                | Konuk Oyuncu    |
| 2003       | Gurbet Kadını       | Merve          | Konuk Oyuncu    |
| 2003       | Hayat Bilgisi       | Sude           | Yardımcı Oyuncu |
| 2004       | Gizli Dünyalar      |                | Konuk Oyuncu    |
| 2004       | Cennet Mahallesi    | Dicle          | Konuk Oyuncu    |
| 2004       | Büyük Buluşma       |                | Konuk Oyuncu    |
| 2005       | Beşinci Boyut       | Gökçe          | Konuk Oyuncu    |
| 2005       | Aşk Oyunu           | Feride         | Konuk Oyuncu    |
| 2006       | Karagümrük Yanıyor  | Petek          | Konuk Oyuncu    |
| 2006       | Ahh İstanbul        |                | Konuk Oyuncu    |
| 2007       | Yalan Dünya         | Yeliz          | Konuk Oyuncu    |
| 2008       | Hayat Güzeldir      | Pınar Bahtiyar | Konuk Oyuncu    |
| 2008       | Doludizgin Yıllar   | Pembe          | Konuk Oyuncu    |
| 2009       | Kavak Yelleri       | Leyla          | Konuk Oyuncu    |
| 2009       | Elveda Rumeli       | Pembe          | Konuk Oyuncu    |
| 2010       | Yer Gök Aşk         | Betül          | Konuk Oyuncu    |
| 2011       | Adını Feriha Koydum | Hande Gezgin   | Yardımcı Oyuncu |
| 2012       | Evlerden Biri       | Enfermera      | Başrol Oyuncusu |
| 2012       | Emir'in Yolu        | Hande Gezgin   | Yardımcı Oyuncu |
| 2013       | Böyle Bitmesin      | Derya          | Konuk Oyuncu    |
| 2013       | Bir Yastıkta        |                | Konuk Oyuncu    |
| 2014       | Yılanların Öcü      | Zahide         |                 |
| 2015       | Gamsız Hayat        | Ela            | Başrol Oyuncusu |
| 2016       | O Hayat Benim       | Cemre          | Konuk Oyuncu    |
| 2019       | Çocuk               | Şule Karasu    | Başrol Oyuncusu |